# Buick Apollo
Buick Apollo (Бьюик Аполлон) — компактный легковой автомобиль (compact car), который  производился с 1973 по 1975 год американской компанией Buick, подразделением корпорации General Motors

## Описание
Apollo не был типичным компактным автомобилем (compact car), хотя бы по тому, что размещалось под капотом. А там, кроме стандартного шестицилиндрового мотора, мог быть установлен опционный восьмицилиндровый двигатель рабочим объёмом 350 кубических дюймов (5,7 литров). Apollo не был спортивным автомобилем, он был создан для комфортной езды, а не для соревнований. В его просторном и тихом салоне были установлены настоящие большие и очень удобные кресла с подлокотниками и подголовниками.
Хотя кузов автомобиля был несущим, спереди у него имелся большой подрамник, на который устанавливался двигатель, а сзади располагались мощные усилители, предназначенные для крепления рессор. Apollo выпускался с тремя типами кузовов: двухдверное купе (Coupe), трехдверный хетчбэк (Hatchback) и четырёхдверный седан (Sedan).
В 1974 году вышла версия Apollo GSX — купе с немного иной отделкой снаружи и внутри. А в 1975 году вновь возрождённая модель  Skylark «забрала» себе купе и хетчбэк, оставив только седан Appolo.
| Двигатели и трансмиссия | Двигатели и трансмиссия          | Двигатели и трансмиссия     | Двигатели и трансмиссия                                  | Двигатели и трансмиссия | Двигатели и трансмиссия |
| ----------------------- | -------------------------------- | --------------------------- | -------------------------------------------------------- | ----------------------- | ----------------------- |
| Двигатель               | Мощность, л. с./ обороты, об/мин | Момент, Нм/ обороты, об/мин | Трансмиссия                                              | Годы                    | Применяемость           |
| I6 250                  | 100                              | 237                         | Трёхступенчатая механическая или автоматическая (TH 350) | 1973—1975               | Стандартно              |
| V8 350                  | 150/3600                         | 366/2000                    | Трёхступенчатая механическая или автоматическая (TH 350) | 1973—1975               | Опция                   |
| V8 350                  | 175/3800                         | 352/2000                    | Трёхступенчатая механическая или автоматическая (TH 350) | 1974—1975               | Опция                   |

| Производство | Производство     | Производство     | Производство     | Производство     |
| ------------ | ---------------- | ---------------- | ---------------- | ---------------- |
| Год          | Изготовлено, шт. | Изготовлено, шт. | Изготовлено, шт. | Изготовлено, шт. |
| Год          | Coupe            | Hatchback        | Sedan            | Всего            |
| 1973         | 14 475           | 9868             | 8450             | 32 793           |
| 1974         | 28 286           | 11 664           | 16 779           | 56 729           |
| 1975         | -                | -                | 21 138           | 21 138           |